# Gnathoncus wassilieffi
Gnathoncus wassilieffi är en skalbaggsart som beskrevs av Joseph Henri Adelson Normand 1935.
Gnathoncus wassilieffi ingår i släktet Gnathoncus och familjen stumpbaggar. Inga underarter finns listade i Catalogue of Life.